# Island Today
Island Today（アイランドトゥデイ）はラジオ沖縄で平日夕方に放送していたラジオ番組。

基本フォーマットは前番組の「イブニングワイドMIX」を引き継いでいる。
| スタブアイコン | サブスタブ | この項目は、まだ閲覧者の調べものの参照としては役立たない、ラジオ番組に関連した書きかけの項目です。この項目を加筆・訂正などしてくださる協力者を求めています（P:ラジオ/PJ:放送番組）。 |